# 주노플로
주노플로(영어: Junoflo, 본명: 박준호, 1992년 9월 25일 ~ )는 대한민국에서 활동하는 한국계 미국인 래퍼이다. 부모님이 모두 한국인인 한인 교포 2세이다. 본명은 박준호이며 영어 이름은 Sam이다.

## 경력
주노플로는 미국 로스엔젤레스에서 거주하였으며, 어릴 때부터 에미넴과 50센트를 자주 들었고, 고등학생 때부터는 본격적으로 랩 가사를 쓰기 시작하였다. 대학생부터는 사운드클라우드와 페이스북에 직접 작업한 노래를 발표하였다. 대학 졸업 후 본격적으로 음악에만 전념하기로 결심하고 미국에서 열린 ⟪쇼미더머니5⟫ 예선에 출연하였다. 해쉬스완과의 1대1 대결에서 탈락하였으나 2016년 4월에 타이거JK가 설립한 필굿뮤직에 합류하였고, 같은 해 12월에 데뷔 싱글인 ⟪데자뷰⟫를 발표하였다. 2017년 《쇼미더머니6》에 출연하였으며 세미파이널에서 엠비션 뮤직 멤버인 김효은, 창모와 '비틀어'를 선보였으나 상대 넉살에게 패배해 탈락하였다.

## 학력
- 캘리포니아 대학교 샌디에이고

## 디스코그래피

### 싱글
- FLO
- Fables
- Deja Vu
- STATIC
- Only Human
- 식구 (La Familia)
- Autopilot
- Statues Remix

### 정규
- Progression
- Statues

## 출연
- Mnet 《쇼미더머니 5》
- Mnet 《쇼미더머니 6》
- JTBC 《내 아이디는 강남미인》 - 특별 출연
- Mnet 《쇼미더머니 8》 - 방청객 겸 특별 심사위원

## 기타
- 래퍼 킬라그램은 주노플로의 고등학교 동창이다.[6]